# Jane Elliott
Jane Elliott, nata Jennison (Riceville, 27 maggio 1933), è un'insegnante e attivista statunitense.
Ex insegnante elementare, è una attivista ed educatrice dell'antirazzismo, femminista e attivista dei diritti LGBT. È nota per aver condotto l'esperimento denominato Blue eyes/Brown eyes (occhi chiari/occhi scuri).Ma condusse il suo primo famoso esperimento il giorno successivo all'assassinio di Martin Luther King Jr.. Quando un giornale locale pubblicò delle composizioni che i bambini scrissero su quell'esperienza, le reazioni (sia positive che negative) formarono le basi della sua carriera come divulgatrice contro la discriminazione. L'esperimento nell'aula della Elliott venne ripreso la terza volta che essa lo tenne con una sua classe nel 1970 e divenne il documentario The Eye of the Storm. Questo conseguentemente ispirò una retrospettiva che riunì i membri della classe del 1970 con la loro insegnante quindici anni dopo in A Class Divided.
Dopo aver lasciato la sua scuola, Elliott divenne un'educatrice della diversità a tempo pieno, conducendo tuttora il suo esperimento e detenendo conferenze sugli effetti che ha avuto negli Stati Uniti e in molti altri paesi oltreoceano.

## Biografia e carriera
Jane Elliott nacque nel 1933 da Lloyd e Margaret (Benson) Jennison nella fattoria di famiglia nei pressi di Riceville, in Iowa. Suo padre, che si occupò del parto, era di origini Irlandesi. Era la quarta di diversi fratelli.
Nel 1952, dopo il diploma superiore, Elliott frequentò l'Iowa State Teachers College (oggi University of Northern Iowa), dove raggiunse il certificato come supplente in 5 trimestri. Nel 1953 iniziò la sua carriera di insegnante in una piccolissima scuola di Randall.

## Motivazione all'insegnamento sugli effetti del razzismo
La sera del 4 aprile 1968, Elliott accese la tv e venne a conoscenza dell'assassinio di Martin Luther King. Dice di ricordare vividamente una scena in cui un reporter "bianco" puntò il suo microfono verso un leader nero locale e chiese: «Quando il nostro leader John F. Kennedy fu ucciso anni fa, la sua vedova ci ha tenuti tutti insieme. Chi controllerà la vostra gente?». Scioccata dal fatto che un reporter potesse considerare Kennedy un "leader dei bianchi", decise di combinare assieme una lezione sui nativi americani e una che aveva preparato su Martin Luther King per il progetto di febbraio, "Eroe Del mese". Nel momento in cui vide la notizia della morte di King, stava stirando una "Tipi", un tipo di tenda indiana, per la lezione sui nativi americani. Per collegare le due lezioni fra loro, usò la preghiera Sioux "Oh great spirit, keep me from ever judging a man until I have walked in his moccasins." [“Oh grande spirito, trattienimi dal giudicare un uomo finché non avrò camminato nei suoi mocassini.”] Voleva far provare alla sua piccola città di provincia, composta esclusivamente di studenti bianchi, l'esperienza di camminare nei “mocassini di un bambino di colore” per un giorno.
Il giorno successivo tenne una discussione a proposito di questa lezione e parlò di razzismo in generale. Più tardi disse: «Potevo vedere che non stavano interiorizzando nulla. Facevano quello che fanno i bianchi. Quando i bianchi si siedono a parlare di razzismo, quello che fanno in realtà è condividere la propria ignoranza”. La maggior parte dei suoi studenti di otto anni era nata e cresciuta, come lei, nella piccola città di Riceville e non erano regolarmente esposti alla popolazione nera. Sentì che semplicemente parlare di razzismo non avrebbe permesso alla sua classe interamente bianca di comprendere a fondo il significato e gli effetti del razzismo.

## Esperimento degli occhi chiari e occhi scuri
Steven Armstrong fu il primo bambino ad arrivare nella classe della Elliott e, riferendosi a Martin Luther King, chiese: «Perché hanno sparato a quel King?». Dopo che anche il resto della classe fu arrivata, Elliott chiese loro come ci si sente ad essere un ragazzo/a nero/a. Suggerì alla classe che sarebbe stato difficile comprendere la discriminazione senza provarla sulla propria pelle e quindi chiese ai bambini se avessero voluto scoprirlo. I bambini concordarono con un coro di “yeah!” [Sì!]. Decise di basare l'esercizio sul colore degli occhi piuttosto che su quello della pelle per mostrare ai bimbi come sarebbe la segregazione razziale.
Durante il primo giorno dell'esercizio, designò i bambini con gli occhi chiari come un gruppo “superiore”. Elliott portò dei collari marroni e chiese ai bambini con gli occhi chiari di metterli al collo dei loro compagni con gli occhi scuri come metodo per identificare facilmente una “minoranza”. Diede ai bimbi con gli occhi chiari dei privilegi, quali doppie porzioni a pranzo, l'accesso alla nuova palestra e ulteriori cinque minuti di intervallo. I bambini con gli occhi chiari vennero fatti sedere nelle prime file, mentre gli altri in quelle più in fondo. Quelli con gli occhi chiari vennero incoraggiati a giocare solo tra loro, ignorando quelli con gli occhi scuri. L'insegnante non permetteva agli studenti dei due gruppi di bere dalla stessa fontanella e spesso rimproverava quelli con gli occhi scuri se non seguivano le regole dell'esercizio o facevano errori. Spesso esemplificava le differenze tra i due gruppi rimproverando degli studenti e usando aspetti negativi dei bambini con gli occhi scuri per enfatizzare l'argomento.
All'inizio ci fu una certa resistenza tra gli studenti che appartenevano al gruppo minoritario all'idea che quelli del gruppo avverso fossero “migliori”. Per controbattere a ciò, la Elliott mentì ai bambini dicendo che la melanina era legata a intelligenza e doti di apprendimento più marcate. Poco dopo, questa resistenza cedette. Quelli indicati come “superiori” divennero arroganti, prepotenti e quindi irritanti per i loro compagni “inferiori”. I loro voti per i test semplici erano migliori e completavano compiti di matematica e di lettura che in passato sembravano al di là delle loro capacità. Anche gli studenti “inferiori” si trasformarono: in bambini timidi e servili che ottenevano punteggi inferiori nei test e addirittura si isolavano durante l'intervallo, inclusi coloro che prima erano dominanti nella classe. Le prestazioni scolastiche di questi bambini soffrirono anche per compiti che prima erano sembrati facili.
Il giorno successivo la Elliott ribaltò l'esercizio, dichiarando superiori gli allievi con gli occhi scuri e questi ultimi si comportarono in maniera molto simile a come fecero i loro compagni con gli occhi chiari il giorno prima. Elliott riporta che fu tuttavia molto meno intenso. Alle 14:30 di quel mercoledì, disse ai bambini con gli occhi chiari di togliersi il collare e, per riflettere sull'esperienza appena vissuta, chiese a tutti di scrivere cosa avevano imparato.

## Reazione dell'opinione pubblica
I temi che scrissero i ragazzini su quell'esperienza furono pubblicati sul Riceville Recorder, il 18 aprile 1968, col titolo How Discrimination Feels (Come ci fa sentire la discriminazione), e la storia fu riportata dall'Associated Press. Per via dell'articolo dell'Associated Press, la Elliott venne invitata al famoso programma televisivo Tonight Show condotto all'epoca da Johnny Carson. Dopo che ebbe spiegato l'esperimento e dopo una breve intervista, i centralini dell'emittente vennero tempestati di telefonate da parte del pubblico a casa, molte delle quali in tono negativo. Una lettera, spesso citata, diceva: «Come osa eseguire un esperimento così crudele su dei bambini bianchi? I bambini neri crescono abituati a questo tipo di atteggiamento, ma quelli bianchi non potrebbero mai capirlo. È crudele verso i bambini bianchi e causerà loro un grave danno psicologico».
La pubblicità che Elliott stava ricevendo non la rese amata a Riceville. Quando entrò nell'aula professori il giorno dopo la sua apparizione al Tonight Show, molti insegnanti uscirono. Nel centro cittadino udiva spesso la gente bisbigliare alle sue spalle. Quando la sua figlia maggiore si recò al bagno della sua scuola, uscì trovando un messaggio d'odio per lei scritto col rossetto sullo specchio.
Di tutti i suoi colleghi, Elliott dice che solo una, Ruth Setka, continuò a parlarle dopo che il suo esperimento venne reso pubblico. Setka credeva che la ragione per cui questo esperimento fu così duramente contestato fosse per la giovanissima età dei suoi studenti e che forse sarebbe stato meglio eseguirlo, magari, con una classe del primo anno di liceo. In un'intervista del 2003, Elliott affermò che circa il 20% della popolazione di Riceville ce l'aveva ancora con lei per quello che fece in quel 4 aprile, ma anche che era grata per il restante 80%.
Comunque, come la notizia del suo esperimento si diffuse, ella apparve in altri show televisivi e cominciò ad eseguire l'esercizio nei corsi di formazione per adulti. Il 15 dicembre 1970 dimostrò quest'esperienza ad educatori adulti presso la Casa Bianca, in occasione della White House Conference on Children and Youth.
Nel 1970 l'emittente ABC produsse un documentario su di lei, chiamato The Eye of the Storm, che la rese ancora più famosa a livello nazionale. Successivamente, William Peters scrisse due libri – A Class Divided e A Class Divided: Then and Now – su di lei e questo esercizio. A Class Divided fu trasformato in un documentario di PBS Frontline nel 1985 e includeva una riunione dei suoi studenti, già presente in Eye of the Storm, per il quale la Elliott ricevette un Hillman Prize. Il 29 ottobre 2009, su Channel 4, nel Regno Unito, fu presentata una versione televisiva dell'esercizio. Il titolo era The Event: How Racist Are You? [(L'Evento: Quanto Sei Razzista?]. Secondo i produttori, in base all'accordo con la Elliott, questo documentario era inteso a creare una presa di coscienza sugli effetti del razzismo, utilizzando cittadini britannici. Subito dopo l'esercizio, ella disse che il risultato "non fu soddisfacente quanto si sarebbe aspettata."
Jane Elliott fu indicata quale “Person of the Week” da Peter Jennings sul canale ABC il 24 aprile 1992. È stata inserita dall'editore McGraw-Hill nella lista temporale di 30 importanti educatori della storia, al fianco di Confucio, Platone, Booker T. Washington e Maria Montessori. Ha ricevuto l'invito a parlare in circa 350 college e università, e ha fatto cinque apparizioni al The Oprah Winfrey Show.
Nel novembre 2016, il nome della Elliott fu aggiunto nella lista annuale 100 Women della BBC.
Ricerca accademica
La ricerca accademica sull'esercizio di Elliott mostra risultati moderati nella riduzione del pregiudizio a lungo termine ma è inconcludente sulla questione se il possibile danno psicologico superi i potenziali benefici.  Due professori di educazione in Inghilterra, Ivor Goodson e Pat Sikes, sostengono che ciò che Elliott ha fatto non era etico, definendo l'esercizio psicologicamente ed emotivamente dannoso. Hanno anche espresso preoccupazioni etiche relative al fatto che ai bambini non è stato detto in anticipo lo scopo dell'esercizio.
I risultati misurati della formazione sulla diversità per gli adulti sono moderati. I risultati di uno studio di ricerca del 1990 della Utah State University erano praticamente tutti i soggetti che riferivano che l'esperienza era significativa per loro. Tuttavia, l'evidenza statistica a sostegno dell'efficacia dell'attività per la riduzione del pregiudizio è stata moderata; e praticamente tutti i partecipanti, così come il facilitatore della simulazione, hanno riportato lo stress della simulazione.
Un'altra valutazione del programma nel 2003, condotta da Tracie Stewart presso l'Università della Georgia , ha mostrato che gli studenti universitari bianchi avevano atteggiamenti significativamente più positivi nei confronti degli individui asiatico-americani e latini, ma atteggiamenti solo marginalmente più positivi nei confronti degli individui afro-americani. In alcuni corsi, i partecipanti possono sentirsi frustrati per la "loro incapacità di cambiare" e invece iniziano a provare rabbia contro proprio i gruppi verso i quali dovrebbero essere più sensibili. Può anche portare all'ansia perché le persone diventano ipersensibili all'essere offensivi o offesi.  Non ci sono misure molto buone degli effetti sui risultati a lungo termine di queste iniziative di formazione.
In uno studio del 2003, la Murdoch University ha incluso l'esercizio "Occhi azzurri/Occhi marroni" nella lista delle strategie "sia di successo che di fallimento" per ridurre il razzismo, in contrapposizione, tra le altre, a strategie di maggior successo come i dialoghi sulla razza e il debunking di falsi miti.